# Garage punk
Il garage punk è un genere musicale che fonde influenze di garage rock e punk rock ed altre forme musicali che si è sviluppata nell'indie rock underground tra la fine degli anni '80 e l'inizio degli anni '90. Le band spesso inserite in questa categoria riprendono molto il punk rock della fine degli anni '70 ed il proto-punk di Detroit, incorporando un gran numero di stili ed attitudini differenti tra cui il power pop, i gruppi femminili ed il garage rock degli anni '60, l'hardcore punk, il primo blues ed il R'n'B fino al surf rock. Queste band suonano ritmi molto rapidi, utilizzano spesso registrazioni lo-fi e chitarre grezze, e sono caratterizzati spesso dall'adesione al mercato musicale indipendente come scelta politico-estetica. I temi più comunemente trattati riguardano generalmente problemi personali e divertimento, oltre al rifiuto delle regole sociali. A volte i complessi appartenenti a questo sottogenere prendono le distanze dai gruppi punk e hardcore politicizzati, sebbene esistano alcune eccezioni, come gli The (International) Noise Conspiracy, che esprimono idee comuniste nelle proprie canzoni.
Il termine garage punk viene poi frequentemente riferito a stili degli anni '60 ed utilizzato come sinonimo di garage rock e garage revival. Il termine "Garage punk" risale al 1972 mentre la datazione convenzionale del punk propriamente detto viene fatta risalire al 1976. Dopo gli anni '80, i gruppi etichettati come "garage punk" erano in contrasto con la nascente scena del revival dei garage retrò, superando la riproposizione rigorosa delle sonorità della metà degli anni '60. Le band associate a questo movimento contribuirono in seguito allo sviluppo dello stoner rock ed a varianti più psichedeliche.

## Etimologia ed utilizzo del termine
Il termine "punk rock" fu inizialmente utilizzato per descriver la musica delle garage band americane della metà degli anni '60 e non trovò applicazione come nome di un genere musicale fino al 1976. Quando ci si riferisce con questo termine alle band degli anni '60, "garage punk" viene usato come sinonimo di "garage rock". Per quel che ne sappiamo, il termine "garage punk" venne utilizzato per la prima volta da Lenny Kaye nelle note della seminale compilazione di musica psichedelica del 1972 Nuggets per descrivere la canzone della band the Shadows of Knight come "un classico del garage punk". Beverly Bryan di MTV sostenne ch "garage punk" può essere utilizzato "più probabilmente" per riferirsi al garage rock oppure al garage revival.

## Storia

### Dagli anni '80: la fusione con il punk
Il genere nacque dai gruppi punk degli anni '70 e '80, oltre che dai gruppi garage rock statunitensi dagli anni '60 influenzati dal rhythm and blues, e può includere anche elementi soul, beat, surf, power pop, hardcore punk e rock psichedelico.
I primi gruppi garage punk nacquero attorno alla fine degli anni '80, e molti di essi, tra cui Mudhoney e Supersuckers, firmarono per l'emergente etichetta di Seattle Sub Pop, diventando un'importante influenza per il nascente grunge. Raramente i gruppi garage punk hanno raggiunto il successo nel mainstream, ma alcuni gruppi, tra cui The Humpers e New Bomb Turks, hanno ottenuto ottimi consensi nell'underground. In seguito il garage punk ha influenzato anche alcuni gruppi del revival stoner rock come i Nebula.
Negli anni 2010 ha riscosso un enorme successo il duo statunitense The Black Keys, vincitore di 7 Grammy Awards tra il 2011 e il 2013, che nella propria musica unisce elementi caratteristici del garage punk al blues rock.